# Christina Zwicker
Christina Zwicker (nascida em 17 de setembro de 2002) é uma ginasta da Cróacia. Ela competiu em 2018 e 2019 no campeonato Europeu.

## História competitiva sênior
| Ano  | Evento                 | Equipe | AA | VT | UB | BB | FX |
| ---- | ---------------------- | ------ | -- | -- | -- | -- | -- |
| 2018 | Koper Challenge Cup    |        |    |    |    |    |    |
| 2018 | Taça Desafio Guimarães |        |    |    |    |    | 8  |
| 2018 | Mersin Challenge Cup   |        |    | 8  |    |    | 6  |
| 2018 | Campeonatos europeus   |        |    |    |    |    |    |
| 2019 | Campeonatos europeus   |        |    |    |    |    |    |
| 2019 | Zhaoqing Challenge Cup |        |    |    |    |    |    |
| 2019 | Koper Challenge Cup    |        |    |    |    |    |    |